# Wat Benchamabophit

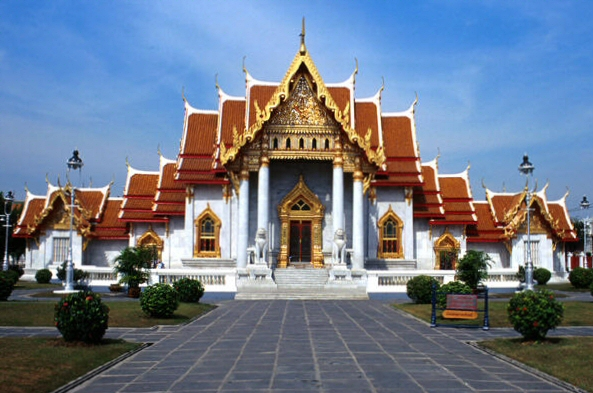
Wat Benchamabophit

Wat Benchamabophit Dusitvanaram (Thais:วัดเบญจมบพิตรดุสิตวนารามราชวรวิหาร) is een boeddhistische tempel (wat) gelegen in het district Dusit van Bangkok in Thailand. Ook bekend als de marmeren tempel. Het is een van Bangkoks mooiste tempels en een toeristische attractie.
In 1899 gebouwd in opdracht van Koning Chulalongkorn. De naam betekent de Tempel van de vijfde Koning gelegen bij het Dusit Paleis. Hij is ontworpen door Prins Naris en is gebouwd van Italiaans marmer.
In de bot staat in Sukhothai-stijl het Boeddhabeeld Phra Buddhajinaraja. De as van Koning Chulalongkorn ligt begraven bij het beeld. In de galerij staan 52 boeddhabeelden.
Sinds 2005 staat hij op de UNESCO Werelderfgoedlijst.

## Fotogalerij

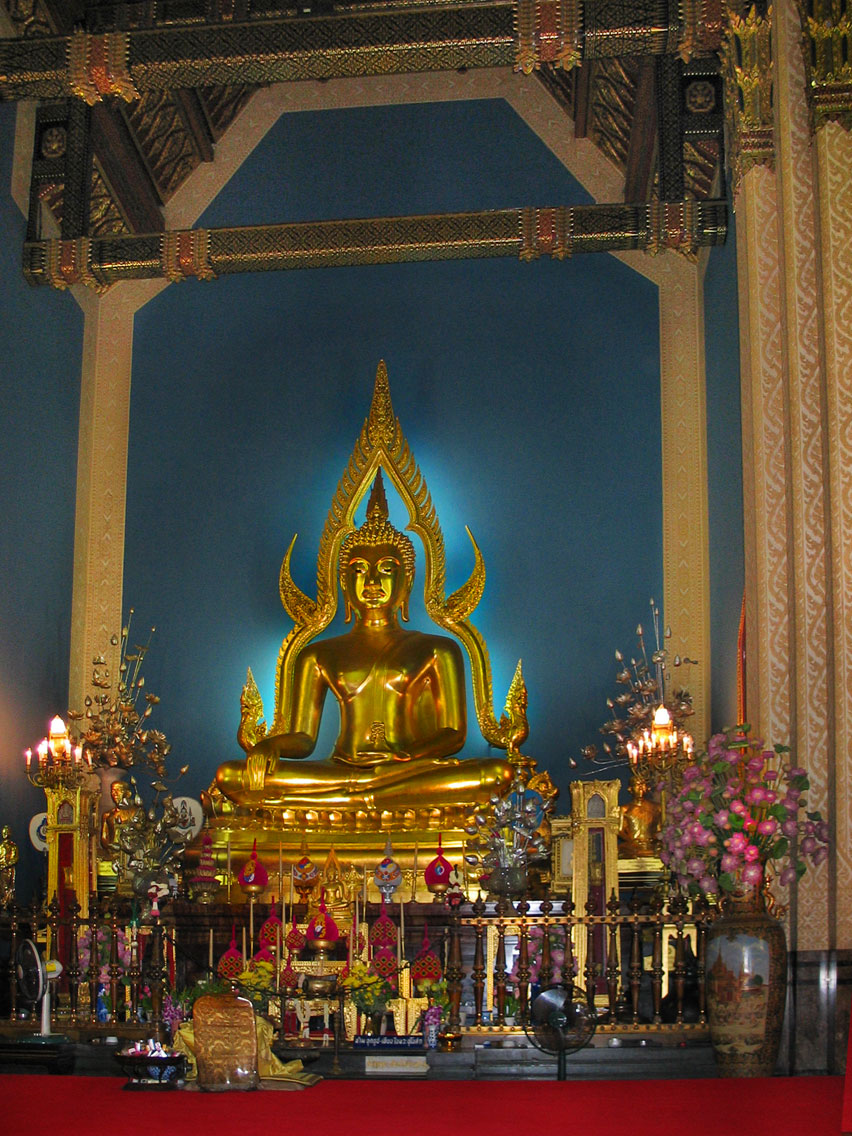
Phra Buddhajinaraja
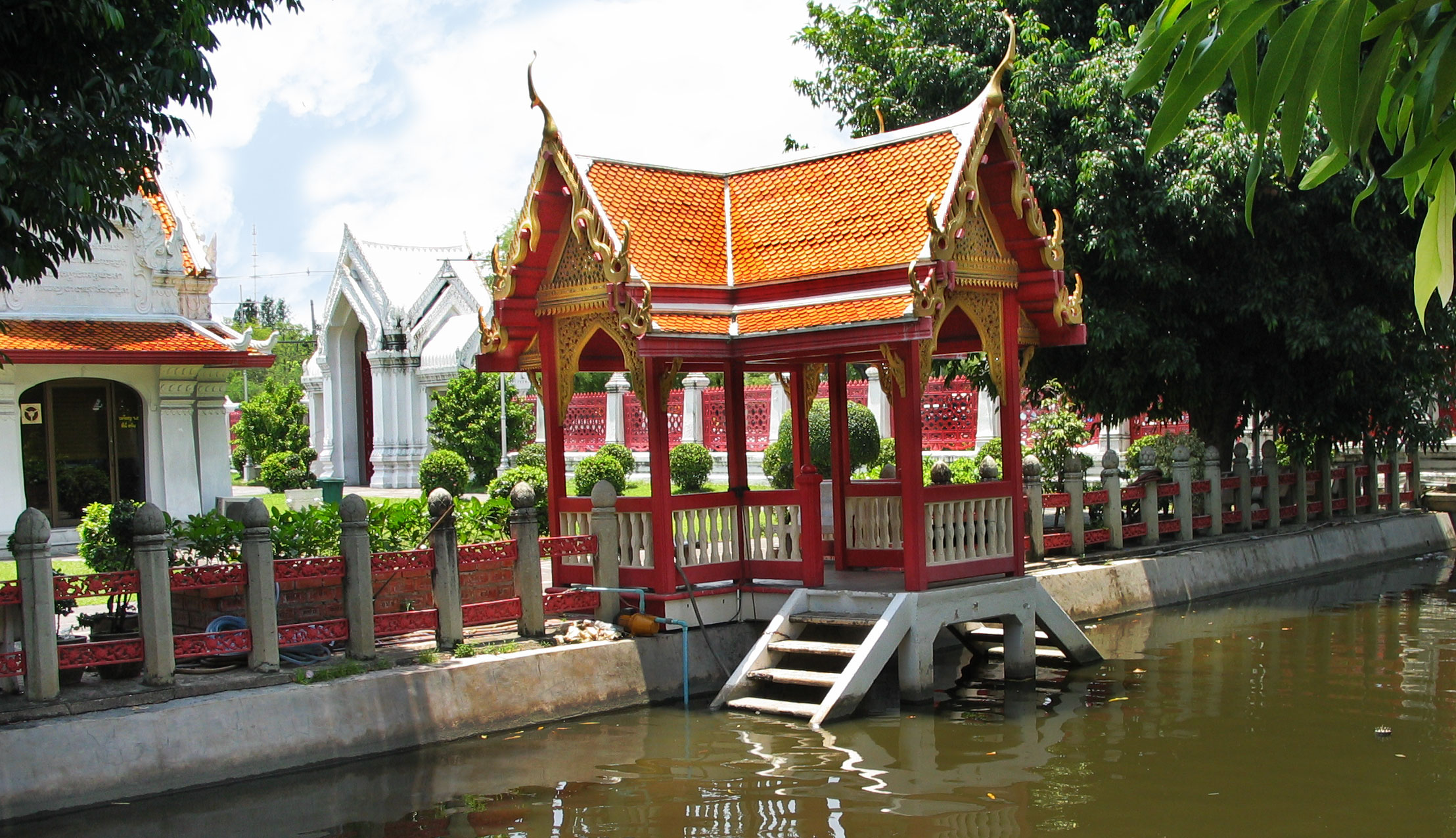
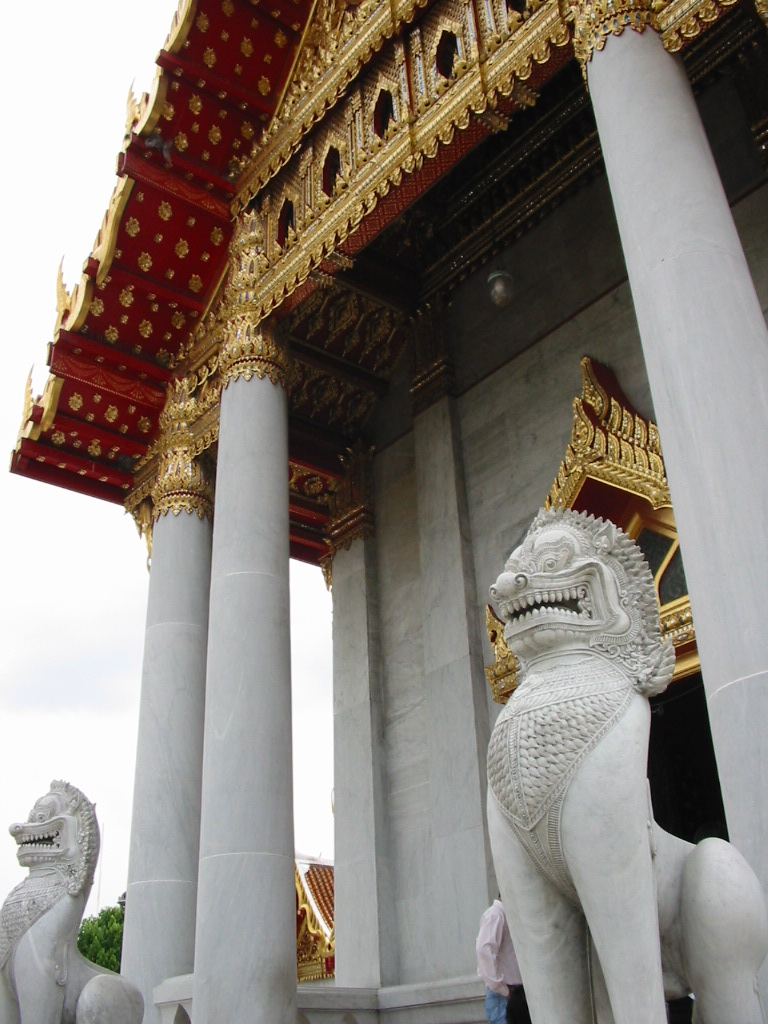
voorkant